# كدية الالمغاوت (مطالسة)
كدية الالمغاوت هو دُوَّار يقع بجماعة رأس الواد، إقليم تاونات، جهة فاس مكناس في المملكة المغربية. ينتمي الدوّار لمشيخة مطالسة التي تضم 24 دوار. يقدر عدد سكانه بـ 298 نسمة حسب الإحصاء الرسمي للسكان والسكنى لسنة 2004.

## روابط خارجية
- البوابة الوطنية للجماعات الترابية نسخة محفوظة 12 مارس 2018 على موقع واي باك مشين.
- المندوبية السامية للتخطيط